# Maó (fromage)
Pour les articles homonymes, voir Mao.

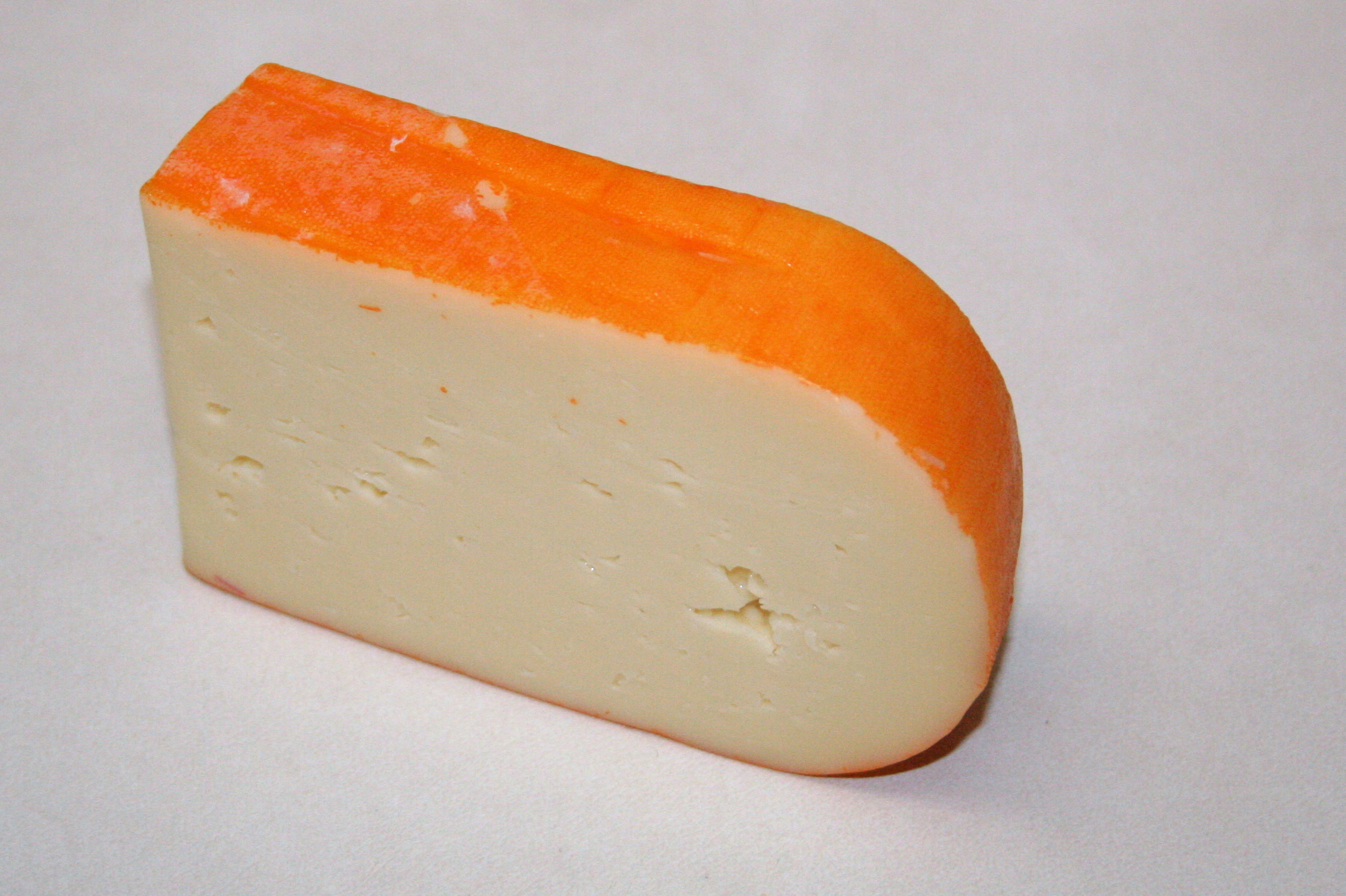
Morceau de fromage de Maó semi-affiné. La couleur orange est naturelle et due au piment rouge en poudre.

Le maó, mahon ou mahon-menorqua (formatge de Maó en catalan et queso de Mahón-Menorca ou queso de Mahón en espagnol)
est un  fromage espagnol à pâte dure au lait de vache, fabriqué sur l'île de Minorque dans l'archipel espagnole des Baléares. Il tire son nom de la ville de Port Mahon (Maó en catalan et Mahón en espagnol), principal port de l'île. 
Il est nommé Mahón selon l'AOP européenne depuis 1985. En 1988 il est renommé, toujours selon l'AOP Européenne, fromage de Mahón-Minorque s'il est fabriqué à partir de lait pasteurisé) ou alors fromage artisan Mahón-Minorque s'il est fabriqué à partir de lait cru. 
Le fromage artisan Mahón-Minorque est fait à la main, et sa forme est donnée par un torchon fin carré nommé fogasser. Pour fermer le fogasser on fait joindre ses quatre coins et on les attache avec nœud fait avec un cordon nommé lligam. Ensuite on le presse avec un poids. En enlevant le fogasser, il restera toujours la marque du nœud et des rides autour de lui, c'est un dessin en bas-relief qui s'appelle mamella et qui identifie ce fromage.
Le fromage Maó est carré, d'environ vingt centimètres de côté et pas plus de neuf centimètres de hauteur. La croûte est de couleur orange à l'extérieur, la surface extérieure étant badigeonnée avec de l'huile d'olive (ou parfois du beurre) mélangée avec du paprika. Son poids est normalement d'environ 2,5 à 3 kg, mais il y en a de plus petits. On les achète parfois coupés en quartiers.
Malgré son type de production très artisanale et la petite taille de territoire qui peut appartenir à l'AOP, il s'agit d'un des fromages espagnols les plus connus et exportés, après le manchego. Il est peut-être le fromage le plus apprécié et utilisé dans la cuisine catalane, utilisé aussi au quotidien en espagnole et d'autres pays par de grands chefs.

## Histoire
On a retrouvé des restes de pièces en céramique employées pour faire du fromage, à Minorque, qui datent de deux mille ans avant Jésus-Christ. Il était consommé et bien apprécié par les Carthaginois et les Grecs, et d'autres civilisations anciennes méditerranéennes. On a des documents écrits du Ve siècle qui citent le fromage de Minorque fait avec du lait de vache. À partir du  Moyen Âge le fromage de Minorque est célèbre et exporté en grandes quantités vers tous les pays du bassin méditerranéen et il commence à être connu d'abord comme le « fromage acheté au port de Maó » puis simplement comme « fromage de Maó ». La popularité est croissante, notamment en Italie et, depuis la domination anglaise, au Royaume-Uni. À cette époque-là (XVIIIe siècle), les italiens ne continuèrent plus la plupart de leurs voyages de Minorque au continent mais ils allèrent directement pour acheter du fromage, charcuterie et vin à l'île et le revendre. Il est curieux de constater que, par exemple, ils réussirent à vendre du fromage de Minorque à Majorque (l'île voisine) avec beaucoup de succès. Au XVIIIe siècle des bateaux entiers étaient dédiés exclusivement à transporter quotidiennement le fromage de Maó aux principaux ports de Méditerranée occidentale, dont quatre à Gênes. Au XXe siècle, la D.O. Maó était une des plus anciennes, née la même année que le Conseil de Régulation des D.O.

## Production
Le fromage de Maó est fait entièrement et uniquement à l'île de Minorque avec du lait des vaches de race minorquine élevées à la "Reserva Natural de la Biosfera de Menorca", reconnue par l'UNESCO. Elles sont élevées à l'extérieur, à petite échelle et en gardant l'équilibre écologique de la réserve Naturelle. Pour la dénomination "Mahón-Menorca artisan" on utilise le lait cru, non pasteurisé et sans pré-traitement. Il est caillé avec des pistils de chardon, et se sépare alors en pâte de fromage et petit-lait (qui se sépare et a d'autres utilisations). La pâte est alors pressée pour l'écouler, immergée en eau salée et mûrie pendant un temps qui peut être d'un mois à un an, selon que l'on veut un fromage tendre ou vieux.
En 2008, on a produit plus de deux mille tonnes de fromage Mahó-Menorca et de Mahó-Menorca artisan, dont environ vingt pour cent correspond au Mahó-Menorca artisan.
Il est vendu notamment en Espagne, surtout aux Pays Catalans, et exporté à d'autres pays. À l'étranger, il est aujourd'hui très populaire aux États-Unis, Allemagne, Danemark et au Royaume-Uni, parmi d'autres pays.